# Fabian Kreim
Fabian Kreim (* 2. října 1992 v Lindenfels) je německý závodník rallye, mistr Německa z let 2016, 2017 a 2019. Kreim je též vicemistrem Asijsko-pacifického rallyového mistrovství z roku 2016.

## Kariéra
Kreim začal svou kariéru v motokárách v roce 2006, kde získával podia, vítězství a později celé mistrovství. S rally začal v roce 2013 u ukázal že má talent. Po vítězství ve třídě v ADAC Opel Adam Rallye Cup následoval v roce 2015 titul německého šampiona (DRM). v roce 2015 se též připojil k týmu Škoda Motorsport. V letech 2016 a 2017 se Fabian Kreim a jeho spolujezdec Frank Christian obhájili německý titul. V roce 2018 se Kreim úspěšně účastnnil mistrovství Evropy v rally (ERC), umístil se celkově na 4. místě a v třídě junior na 3. místě.
V roce 2019 se stal znovu německým šampionem.
Kreim žije ve Fränkisch-Crumbachu v Odenwaldu.